# Bucciano

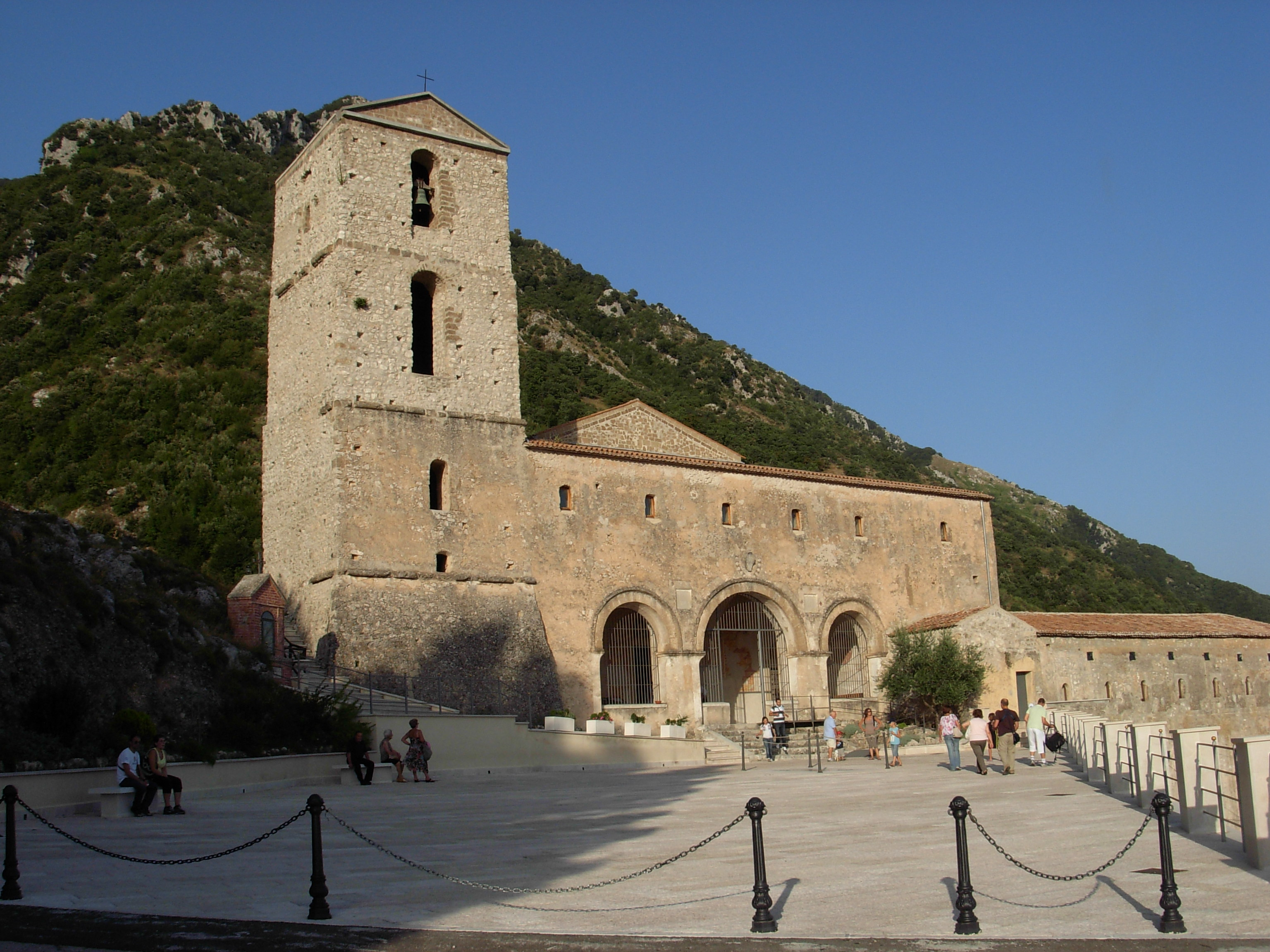
Bucciano - Madonna del Taburno

Bucciano ist eine Gemeinde in Italien in der Region Kampanien in der Provinz Benevento mit 1969 Einwohnern (Stand 31. Dezember 2023). Sie ist Bestandteil der Bergkommune Comunità Montana del Taburno.

## Geographie

Lage von Bucciano in der Provinz Benevento

Die Gemeinde liegt etwa 24 km westlich der Provinzhauptstadt Benevento im Hügelland an der Ostseite des Monte Taburno. Die Nachbargemeinden sind Airola, Bonea, Moiano und Tocco Caudio. Ein weiterer Ortsteil ist Pastorano.

## Wirtschaft
Die Gemeinde lebt hauptsächlich von der Landwirtschaft.

## Einzelnachweise

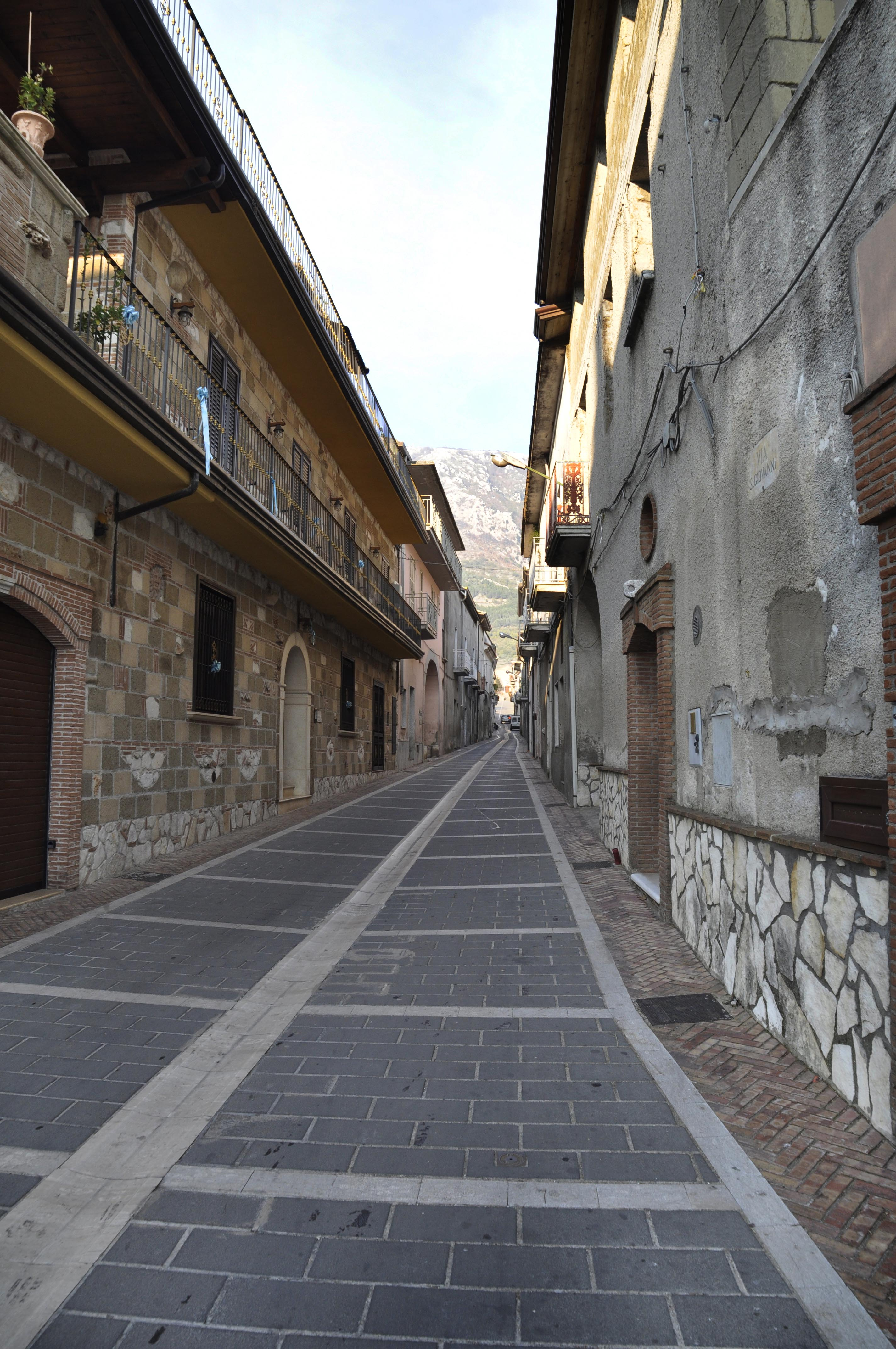